# 布拉斯诺克山野兽
布拉斯诺克山野兽（英文：Beast of Brassknocker Hill）是指出没于英国英格兰萨默塞特郡巴斯布拉斯诺克山一带的一只神秘生物。据目击者描述，布拉斯诺克山野兽类似一只熊，眼睛周围的毛发呈白色环状。

## 历史
1979年，当地居民留意到城镇附近的树木有遭到某种动物破坏的痕迹，附近的小型野生动物也不见踪影，不久后便开始传出神秘动物的目击报告。
1979年8月，一名目击者看见一只长4英尺、类似熊、眼部毛发呈白色的动物。1979年9月，荷兰报纸《Het Binnenhof》以“Beest van Bath lelaagt Briuts Bos”报道了布拉斯诺克山发生的一连串事件。
在1980年期间，目击仍在持续，但一些目击者以长臂猿、狐猴和狒狒来描述他们看见的动物。警察迈克尔·普莱斯（Michael Price）在这一年看见了神秘动物，他认为那是一只大猩猩。
1984年，布拉斯诺克山野兽再度出现，这次人们立刻对其跟踪围捕，但却发现这只是一只逃脱的羊驼。